# Allium severtzovioides
Allium severtzovioides — вид рослин з родини амарилісових (Amaryllidaceae); поширений у Казахстані, Киргизстані, Таджикистані, Узбекистані.

## Опис
Багаторічна рослина. Цибулина куляста, діаметром 1–2(4) см. Листків 2–3(5), 10–35(50) мм завширшки, 20–40(50) см завдовжки. Суцвіття спочатку напівкулясте потім кулясте, густе, багатоквіткове, до 5 см в діаметрі. Квітки зірчасті. Листочки оцвітини лінійно-ланцетні, довжиною 5–7 мм і шириною 1.5 мм, світло-рожеві, жилки дуже малі, пурпурні, знизу зелені. Пиляки жовто-фіолетові.

## Поширення
Поширений у Казахстані, Киргизстані, Таджикистані, Узбекистані.